# Cucullaea granulosa
Cucullaea granulosa is een tweekleppigensoort uit de familie van de Cucullaeidae. De wetenschappelijke naam van de soort is voor het eerst geldig gepubliceerd in 1846 door Jonas.